# Raspenava
Raspenava (in tedesco Raspenau) è una città della Repubblica Ceca facente parte del distretto di Liberec, nella regione omonima.
La città è bagnata dal fiume Wittig.